# Futbol'nyj Klub Volyn'
Il Futbol'nyj Klub Volyn' (in ucraino ФК Волинь?), meglio noto come Volyn', è una società di calcio con sede nella città Luc'k, in Ucraina. Milita in Perša Liha, la seconda serie del campionato ucraino di calcio.
Il club venne fondato nel 1960 e durante l'era sovietica non riuscì a raggiungere alcun risultato sportivo degno di nota.
Dopo la dissoluzione dell'Unione Sovietica, il club fu tra i club fondatori della massima serie ucraina, dove rimase fino al termine della stagione 1995-1996. Solamente nel 2003 riuscì a ritornare in Vyšča Liha dove rimase fino alla stagione 2005-2006, prima di venire nuovamente retrocesso.
Lo Stadio Avanhard, che ospita le partite interne, ha una capacità di 11.500 spettatori.

## Palmarès

### Competizioni nazionali
- Perša Liha: 1

2001-2002

### Altri piazzamenti
- Coppa d'Ucraina:

Semifinalista: 2002-2003, 2009-2010, 2011-2012
- Perša Liha:

Secondo posto: 2009-2010

## Organico

### Rosa 2020-2021
Aggiornato al 3 settembre 2020
| N. |                    | Ruolo | Calciatore            |
| -- | ------------------ | ----- | --------------------- |
| 1  | Ucraina (bandiera) | P     | Vladyslav Levanidov   |
| 3  | Ucraina (bandiera) | D     | Serhij Siminin        |
| 4  | Ucraina (bandiera) | D     | Valerij Boldenkov     |
| 5  | Ucraina (bandiera) | C     | Jurij Teterenko       |
| 6  | Ucraina (bandiera) | C     | Maksym Vojtichovs'kyj |
| 7  | Ucraina (bandiera) | C     | Jevhen Protasov       |
| 8  | Ucraina (bandiera) | C     | Andrij Ljašenko       |
| 9  | Ucraina (bandiera) | A     | Oleksandr Bondarenko  |
| 11 | Ucraina (bandiera) | C     | Vladyslav Šapoval     |
| 14 | Ucraina (bandiera) | C     | Džemal Kyzylateš      |
| 16 | Ucraina (bandiera) | C     | Artur Rjabov          |

| N. |                    | Ruolo | Calciatore          |
| -- | ------------------ | ----- | ------------------- |
| 18 | Ucraina (bandiera) | D     | Vitalij Pryndeta    |
| 24 | Ucraina (bandiera) | D     | Vladyslav Moroz     |
| 25 | Ucraina (bandiera) | C     | Anton Jevdokymov    |
| 26 | Ucraina (bandiera) | C     | Oleksandr Martynjuk |
| 28 | Ucraina (bandiera) | C     | Bohdan Kobzar       |
| 34 | Ucraina (bandiera) | D     | Oleksandr Klymec'   |
| 42 | Ucraina (bandiera) | P     | Vitalij Nedil'ko    |
| 45 | Ucraina (bandiera) | C     | Maksym Sasovs'kyj   |
| 46 | Ucraina (bandiera) | C     | Stanislav Krystin   |
| 93 | Ucraina (bandiera) | D     | Ivan Cjupa          |
| 94 | Ucraina (bandiera) | A     | Viktor Chomčenko    |

### Rosa delle stagioni precedenti
- 2018-2019
- 2015-2016
- 2013-2014
- 2012-2013
- 2011-2012
- 2009-2010

## Altro
Nelle giovanili della società è cresciuto Anatolij Tymoščuk, che ha vestito in più di 100 occasioni la maglia della Nazionale ed è stato nel 2002 e nel 2006 Calciatore ucraino dell'anno.